# Me planto
«Me planto» es una canción interpretada por la banda mexicana Timbiriche donde la voz y coros la cantaron solo dos integrantes femeninas: Alix Bauer y Paulina Rubio de la banda.

## Antecedentes y significado
Es el sétimo sencillo del álbum Timbiriche Rock Show, lanzado en agosto de 1986, la cual fue una canción considerada de buena calidad.
La canción trata acerca de una chica que aparentemente quiere prender celos ante su expareja, "te la armas bien con todos menos conmigo" y dónde se muestra un nivel más juvenil para la banda.

## Video
Al principio del video se muestra a Erik, Diego y Eduardo caminar por las calles mientras las chicas caminan, luego comienzan a cantar en una fiesta, al final terminan dando una pequeña presentación.

## Posicionamiento
| Listas                              | Posición |
| ----------------------------------- | -------- |
| Argentina Top 40                    | 1        |
| Perú Top 100                        | 1        |
| Colombia Top 100                    | 1        |
| Latinoamérica Top 100               | 1        |
| Ecuador Top 50                      | 1        |
| Iberoamérica Top 100                | 1        |
| Venezuela Top 40                    | 1        |
| México Top 100                      | 1        |
| España Hot 100                      | 1        |
| EE. UU. Billboard Latin Pop Airplay | 1        |

## Trascurso de la grabación
- Las canciones más reconocidas de la banda son interpretadas por los varones
- En el video tipo concierto, es uno de los primeros conciertos en los que aparece la cantante Mariana.